# HMS B2
Pour les articles homonymes, voir B2.
Le HMS B2 était l’un des 11 sous-marins britanniques de  classe B construits pour la Royal Navy au cours de la première décennie du XXe siècle.

## Conception
La classe B était une version agrandie et améliorée de la classe A qui la précédait. Ces sous-marins avaient une longueur totale de 43,4 m, un maître-bau de 3,8 m et un tirant d'eau moyen de 3,4 m. Ils avaient un déplacement de 292 tonnes en surface et 321 tonnes en immersion. Les sous-marins de la classe B avaient un équipage de deux officiers et treize matelots.
Pour la navigation en surface, les navires étaient propulsés par un  unique moteur à essence Vickers à 16 cylindres de 600 chevaux-vapeur (447 kW) qui entraînait un unique arbre d'hélice. Lorsqu’ils étaient en immersion, l’hélice était entraînée par un moteur électrique de 180 chevaux (134 kW). Ils pouvaient atteindre 12 nœuds (22 km/h) en surface et 6,5 nœuds (12 km/h) sous l’eau. En surface, la classe B avait un rayon d'action de 1 000 milles marins (1 900 km) à 8,7 nœuds (16,1 km/h).
Ces navires étaient armés de deux tubes lance-torpilles de 18 pouces (450 mm) à l’avant. Ils pouvaient transporter une paire de torpilles de rechange, mais en général, ils ne le faisaient pas, car en compensation ils devaient abandonner un poids équivalent de carburant.

## Engagements
Le HMS B2 a été construit par Vickers à son chantier naval de Barrow-in-Furness. Il a été lancé le 30 octobre 1905 et achevé le 9 décembre 1905. Le bateau a été perdu lorsqu’il est entré accidentellement en collision avec le SS Amerika à 4 milles marins (6,4 km) au nord-est de Douvres, aux premières heures du 4 octobre 1912. Il était commandé par le lieutenant P.B. O’Brien et accompagnait plusieurs sous-marins envoyés à Douvres pour participer aux exercices de la Manche pendant la longue période précédant la Première Guerre mondiale. Le B2 était en surface et a été heurté juste à l’avant du kiosque. L’accident a causé la mort de 15 membres de l’équipage. Le seul survivant fut l’officier à la passerelle à ce moment, le Lt Pulleyne. Le navire n’a pas été récupéré afin de ne pas déranger les corps. Ces dernières années, l’épave a été découverte par des plongeurs amateurs.